# الأرجنتيوس

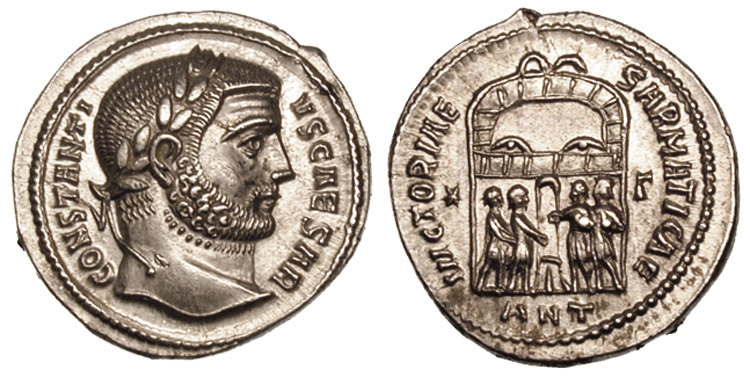
أرجنتيوس صادر عن قسطنطيوس كلوروس، نحو عام 294–295، ضرب في أنطاكية

الأرجنتيوس (باللاتينية: Argenteus) هو عملة فضية نقية تم إصدارها في عهد الحكم رباعي خلال إصلاح العملة الذي أجراه الإمبراطور دقلديانوس حوالي سنة 294 ميلادية.

## الأصل
كان أنتونينياس، العملة المشعة التي أنشأها قرقلة وتعادل اثنين من الديناريوس، قد فقد قيمته تدريجيًا خلال القرن الثالث، حيث انخفض وزنه ونسبة الفضة فيه حتى أصبح شبه خال من الفضة في نهاية الإمبراطورية الغالية. حاول أورليان (270–275 م) استعادة قيمته، فأصدر نسخا تحتوي على 5٪ من الفضة، يشار إليها غالبا برمز "XXI" أو "KA" في الجزء السفلي من الوجه الخلفي، ولكن العملة سرعان ما فقدت قيمتها مجددا مما أدى إلى اختفاء الدينار نهائيا.

## إصلاح ديوكلتيانوس

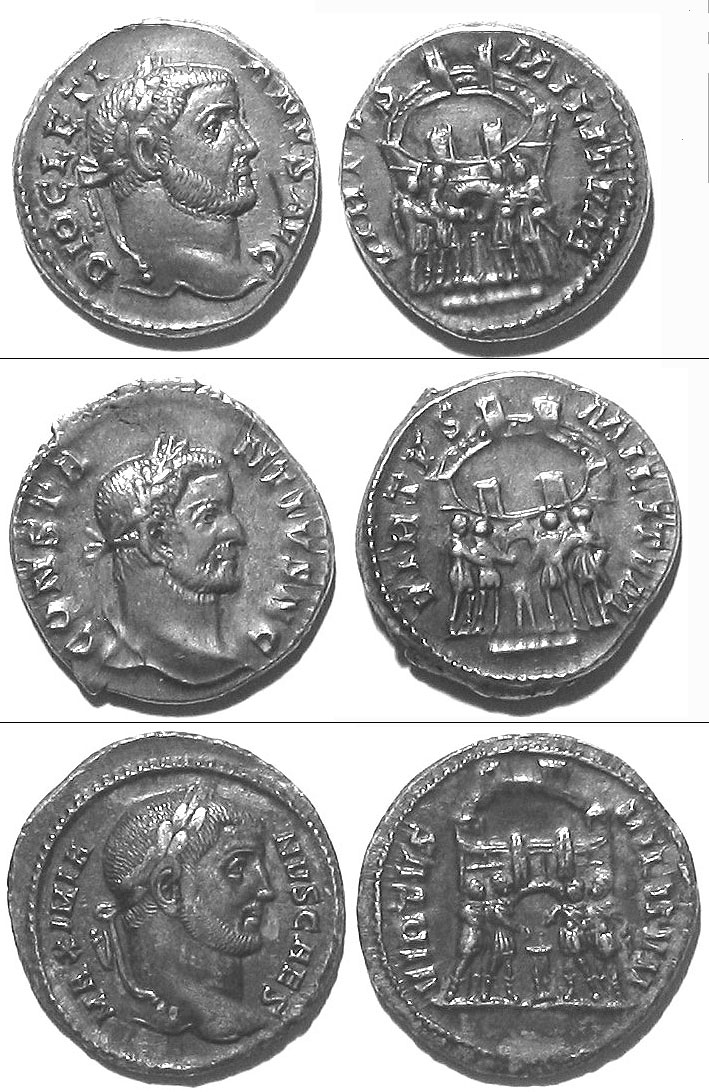
ثلاث عملات أرجنتيوس من ترير، يظهر على الوجه الخلفي الأباطرة الأربعة وهم يضحون أمام معسكر.

عندما استقرت الإمبراطورية بفضل دقلديانوس وشركائه في الحكم (مكسيميانوس، غاليريوس، قسطنطيوس كلوروس)، قاموا بإصلاح النظام النقدي. تمثل التحدي الرئيسي في أن عملات الأورياس الذهبية والعملات الفضية الجيدة كانت تُكتنز ولا يتم تداولها، بينما كانت الضرائب تُدفع بعملات منخفضة الجودة، مما أضعف الاقتصاد. ومن ثم، كان لا بد من إصدار كميات كبيرة من العملات الجيدة لإعادة الثقة إلى النظام النقدي.
أصدر ديوكلتيانوس عملتين جديدتين: النموس (أو فلس) من البرونز المطلي بالفضة، والأرجنتيوس، وهو عملة فضية نقية.

## الخصائص
كان وزن الأرجنتيوس حوالي 3.38 غرام، أي أن 96 قطعة كانت تُضرب من رطل روماني واحد من الفضة، وهو ما يعادل تقريبًا وزن ديناريوس نيرون القديم. وغالبًا ما كان يُشار إلى هذه النسبة برمز "XCVI" على الوجه الخلفي للعملة.
عادةً ما كان الوجه الخلفي يصوّر الأباطرة الأربعة وهم يضحون أمام معسكر، مع كتابة "VIRTVS MILITVM". وأحيانًا كانت تظهر عبارة "VICTORIA SARMAT"، احتفالًا بالنصر على السارماتيون.
أما الوجه الأمامي فكان يصوّر الإمبراطور مع اسمه الرسمي.

## فشل الأرجنتيوس
رغم قيمته وجودته، لم يتم تداول الأرجنتيوس بكثرة وتم اكتنازه بسرعة. على سبيل المثال، احتوى كنز سيساك (295–296 م) على 1415 قطعة أرجنتيوس. توقفت دور السك تدريجيًا عن إنتاجه بين 307 و310 م.
في نهاية عهد التيتراركية، أصدرت بعض دور السك عملات من البيلون تشبه الأرجنتيوس لكنها ليست فضية نقية، وغالبًا ما تُعرف اليوم باسم "الأرجنتيوس الزائف".
لم تعد الفضة تظهر في العملة إلا مع إصدار السيليكا بوزن 2.24 غرام في عهد قسطنطين العظيم.